# Rheocles
Rheocles ist eine Gattung Süsswasserfische, die im östlichen Teil Madagaskars endemisch ist.

## Merkmale
Die Körper sind gedrungener mit kürzeren Flossen im Vergleich zur Schwestergattung Bedotia. Der langgestreckte Körper ist mit kleinen und wenigen Glanzschuppen bedeckt. Die Schwanzflosse ist meist tief eingeschnitten. Die maximale Gesamtlänge kann 18 Zentimeter betragen, die meisten Arten bleiben aber deutlich kleiner. 

## Lebensweise
Die Fische besiedeln die höher gelegenen, kühleren Abschnitte von in Regenwald gelegenen Fließgewässern. Die Flüsse sind klar mit weichem, leicht saurem, stark strömendem, sauerstoffreichem Wasser. Dort sind wenige Wasserpflanzen vorhanden und die Wassertemperatur liegt unter 20 Grad Celsius. Einige Arten kommen sympatrisch vor. Alle Arten ernähren sich überwiegend carnivor. Die Fortpflanzung ist ähnlich Bedotia.

## Gefährdung
Die größeren Arten werden von der lokalen Bevölkerung befischt. Durch Habitatzerstörung und Überfischung sind sie in einigen Gebieten, wie im Alaotrasee, bereits ausgestorben. Rheocles alaotrensis kommt allerdings noch in mehreren Flusssystemen vor, während andere Arten, wie Rheocles wrightae, aufgrund ihres sehr begrenzten Verbreitungsgebietes stark gefährdet sind. Vermutlich stellt auch die Konkurrenz von eingeschleppten Gambusen eine ernsthafte Bedrohung dar.

## Systematik
In der Gattung Rheocles sind folgende Arten beschrieben:
- Rheocles alaotrensis (Pellegrin, 1914)
- Rheocles derhami Stiassny & Rodriguez, 2001
- Rheocles lateralis Stiassny & Reinthal, 1992
- Rheocles pellegrini (Nichols & La Monte, 1931)
- Rheocles sikorae (Sauvage, 1891), Typusart
- Rheocles vatosoa Stiassny, Rodriguez & Loiselle, 2002
- Rheocles wrightae Stiassny, 1990